# Best of 3X Krazy, Vol. 2
Best of 3X Krazy, Vol. 2 — друга компіляція американського реп-гурту 3X Krazy, видана лейблом Sneak Records 26 березня 2002 р. Реліз є сиквелом 20th Century, котрий також містить пісні, що увійшли до Best of 3X Krazy, Vol. 2. На компіляції відсутні треки з другого та третього студійних альбомів гурту.

## Список пісень
1. «Somethin' 4 Dat Ass» — 4:08
2. «Sick-O» (з участю Seagram та Gangsta P) — 5:53
3. «Hoe Fuckin' Season» (з участю Father Dom) — 4:33
4. «Put Me to the Test» (з участю N-D-Cent) — 6:17
5. «Sunshine in the O» (з участю Michael Marshall) — 5:11
6. «In the Town» — 5:05
7. «Can't Fuck with This» (з участю Harm та Seagram) — 5:31
8. «Open Your Eyes» — 4:09
9. «West Coast Shit» — 4:13
10. «Pistols Blazin» (з участю Dru Down та Yukmouth) — 6:09
11. «Hit the Gas» — 5:05
12. «Ghetto Soldiers» — 4:54
13. «Get'em» (з участю Cydal) — 5:03
14. «Tired of the Pain» — 4:54